# Маклафлин, Райан
Ра́йан Макла́флин (англ. Ryan McLaughlin; 30 сентября 1994, Белфаст, Северная Ирландия) — североирландский футболист, защитник клуба «Сент-Патрикс Атлетик». Выступал за сборную Северной Ирландии.

## Клубная карьера
Маклафлин начал карьеру, выступая на родине за молодёжную команду клуба «Гленавон». Летом 2011 году он подписал с соглашение на три года с английским «Ливерпулем». В 2014 году для получения игровой практики Райан на правах аренды перешёл в «Барнсли». 18 января в матче против «Блэкпула» он дебютировал в Чемпионшипе. 29 января Маклафлин получил травму и выбыл на месяц. Летом того же года он вернулся в «Ливерпуль». Летом 2015 года Райан на правах аренды перешёл в шотландский «Абердин». 15 сентября в матче против «Гамильтон Академикал» он дебютировал в шотландском Премьершипе.
Летом 2016 года Маклафлин перешёл в «Олдем Атлетик». 13 августа в матче против «Уолсола» он дебютировал за новую команду. В поединке против «Питерборо Юнайтед» Райан забил свой первый гол за «Олдем Атлетик».
Летом 2018 года Маклафлин перешёл в «Блэкпул».

## Международная карьера
31 мая 2014 года в товарищеском матче против сборной Уругвая Маклафлин дебютировал за сборную Северной Ирландии.